# Queensway
Queensway (tidigare Queen's Road) är en gata i Bayswater i västra London i Storbritannien. På gatan ligger flera restauranger, många som serverar mat från Kina eller Mellanöstern. Det finns även flera kaféer, pubar, souvenirbutiker och ett fåtal shoppingkedjor. Londons första shoppingcenter Whiteleys har legat på gatan sedan 1867.

## Historia
Bayswater och Lancaster Gate utvecklades först som bostadsområden, som en förort till London under tidigt 1800-tal. Till exempel var gatan vid södra änden av Bayswater, Bayswater Road, tidigt en vanlig väg att ta sig in till centrala London. På äldre kartor finns en gata som i stort sett ligger på samma plats som nuvarande Queensway, och som går norrut från Bayswater Road. Gatan gick då under namnet Black Lion Lane. Den döptes sedermera om till Queen's Road som hyllning till Viktoria av Storbritannien som föddes i närheten vid Kensington Palace. Namnet ändrades sedan till Queensway 1946, då biljetthallen vid Queensways tunnelbanestation hade samma namn, och orsakade förväxlingar.
Vid den norra änden av gatan låg shoppingcentret Whiteleys, Londons första varuhus, som öppnades av William Whiteley 1867. Varuhuset blev utnämnt till Royal Warrant of Appointment av Viktoria av Storbritannien 1896. Byggnaden revs och byggdes upp på nytt 1989. Varuhuset stängdes den 1 december 2018 på grund av renovering.
Queensway har under de senaste åren blivit ett underhållnings- och fritidscentrum i London. Londons största ishall, Queen's Ice & Bowl ligger här, och renoverades 2016. Detta ledde till ytterligare utveckling inom områdets nöjes- och fritidsindustri. På Queensway ligger även Queensway Market.
Under 2013 förvärvade en rik familj från Brunei, i samarbete med Meyer Bergman och andra, en stor del av gatan, som gränsar till de mer prestigefyllda kvarteren Notting Hill och Kensington, för att omkonstruera en stor del av den. Köpet inkluderade bland annat Queensway Estate, där Queen's Ice & Bowl ligger, Queensway Market, och Whiteleys shoppingcenter.

## Transport

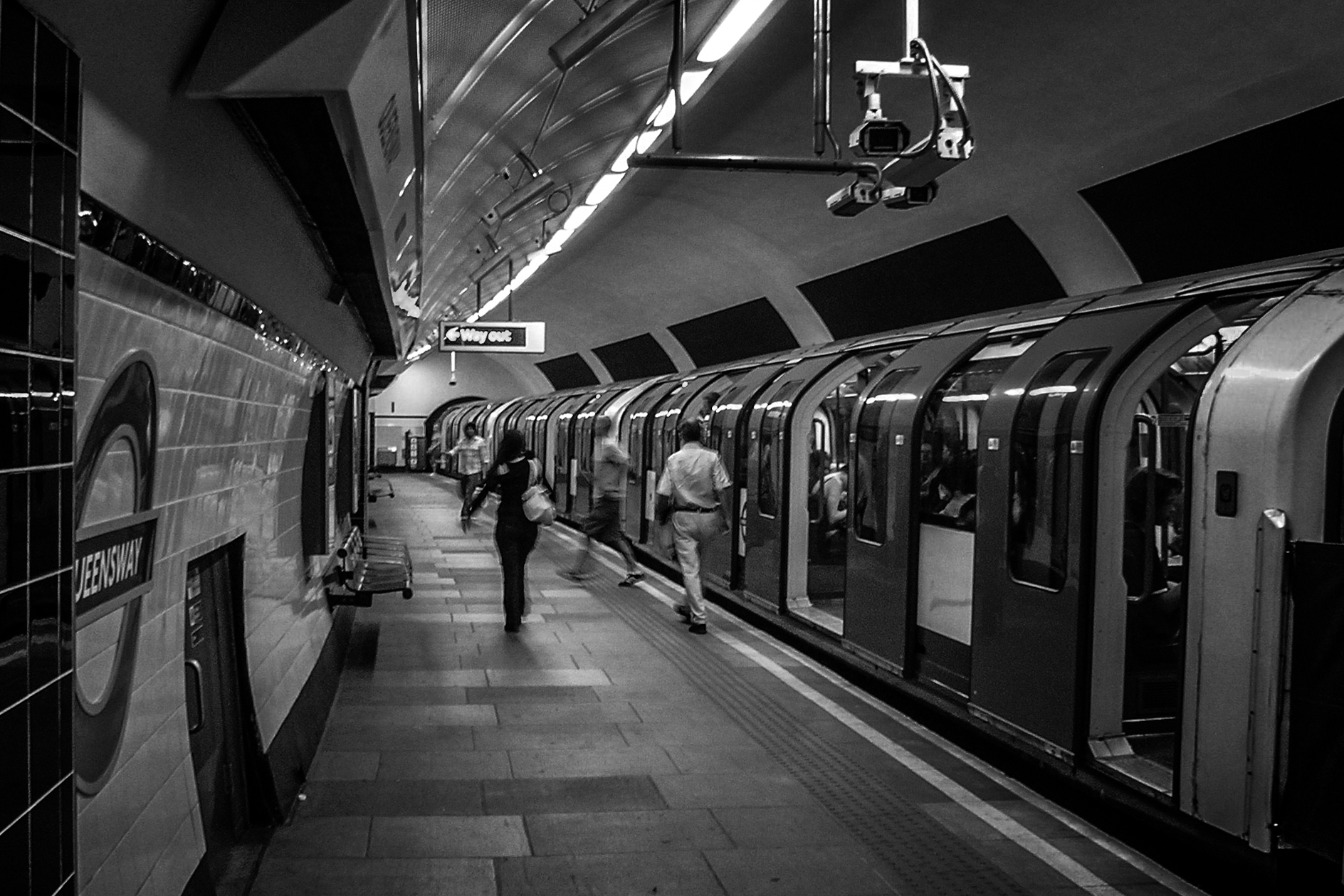
Queensways tunnelbanestation

Tunnelbanestationerna Bayswater och Queensway ligger på gatan. 
Järnvägsstationen Paddington station, samt tunnelbanestationerna Royal Oak, Westbourne Park och Notting Hill Gate ligger inom en kilometer från Queensway.